# Jean Colombier (spéléologue)
Pour les articles homonymes, voir Jean Colombier et Colombier.
Jean Colombier est un spéléologue français. 
Il fut Instructeur national de spéléologie des Éclaireurs de France dans les années 1956-1957.

## Activités spéléologiques
Dans le domaine de la spéléologie, il fut Instructeur national de spéléologie des Éclaireurs de France dans les années 1956-1957. Il participa ensuite aux activités de la Société des sciences naturelles de Toulon et du Var puis à celles du Spéléo-club de Toulon en 1963-1964.

## Sources et références
- « Les grandes figures disparues de la spéléologie française », Spelunca (Spécial Centenaire de la Spéléologie), no 31,‎ juillet-septembre 1988, p. 42
- Delanghe, Damien, Médailles et distinctions honorifiques (document PDF), in : Les Cahiers du CDS no 12, mai 2001.
- Association des anciens responsables de la fédération française de spéléologie : In Memoriam.